# MBC 뉴스데스크 전남동부권
《MBC 뉴스데스크 전남동부권》은 여수MBC TV에서 매주 월요일부터 목요일 오후 8시 30분, 금요일, 일요일 오후 8시 10분에 방송 중인 전남 지역 메인 뉴스 프로그램이다.

## 개요
여수MBC 뉴스데스크로 읽는다.

## 앵커

### 월요일 ~ 목요일
| 대수 | 평일 앵커 | 평일 앵커 | 진행 기간                               | 비고        |
| 대수 | 남성      | 여성      | 진행 기간                               | 비고        |
| ---- | --------- | --------- | --------------------------------------- | ----------- |
| 1대  | 박성언    | 구지은    | 2016년 (일자 미상) ~ 2018년 (일자 미상) |             |
| 2대  | 문형철    | 구지은    | 2018년 (일자 미상)                      |             |
| 3대  | 문형철    | 정예지    | 2018년 (일자 미상) ~ 2019년 (일자 미상) |             |
| 4대  | 박광수    | 정예지    | 2019년 (일자 미상)                      |             |
| 5대  | 박광수    | 한보선    | 2019년 (일자 미상) ~ 일자미상           |             |
| 6대  | 박광수    | 정예지    | 일자 미상 ~ 일자 미상                   |             |
| 7대  | 박광수    | 빈칸      | 2020년 ~ 2021년 1월 12일                |             |
| 8대  | 박광수    | 송유라    | 2021년 1월 13일 ~ 2021년 (일자 미상)    |             |
| 9대  | 빈칸      | 송유라    | 2021년 (일자 미상) ~ 2022년 9월 2일     |             |
| 10대 | 박성언    | 빈칸      | 2022년 9월 5일 ~ 현재                   | [ 2 ] [ 3 ] |

### 금요일
| 대수 | 진행자      | 진행 기간                    | 비고 |
| ---- | ----------- | ---------------------------- | ---- |
| 1대  | 강서영 기자 | 일자 미상 ~ 일자 미상        |      |
| 2대  | 김단비 기자 | 일자 미상 ~ 2024년 12월 27일 |      |
| 3대  | 유민호 기자 | 2025년 1월 3일 ~ 현재        |      |

## 경쟁 프로그램
- KBS 뉴스 9 광주·전남 (KBS 광주 1TV)
- kbc 8 뉴스 (kbc TV)